# Aubry-du-Hainaut
Aubry-du-Hainaut és un municipi francès, situat a la regió dels Alts de França, al departament del Nord. L'any 2006 tenia 1.442 habitants. Limita al nord amb Raismes, a l'est amb Petite-Forêt, al sud-est amb La Sentinelle, al sud-oest amb Hérin.

## Demografia
| 1962                                       | 1968  | 1975  | 1982  | 1990  | 1999  | 2006  | 2019  |
| ------------------------------------------ | ----- | ----- | ----- | ----- | ----- | ----- | ----- |
| 1.039                                      | 1.206 | 1.245 | 1.477 | 1.444 | 1.435 | 1.442 | 1.705 |
| Des de 1962: població sense dobles comptes |       |       |       |       |       |       |       |

## Administració
| Període | Identitat        | Partit        |
| ------- | ---------------- | ------------- |
| 2001-   | Renée Stievenard | Divers droite |